# 虞玩之
虞玩之（？—？），字茂瑤，會稽餘姚人。東晉尚書庫部郎虞宗孫，宋通直常侍虞玫子。南北朝时期南朝宋、齊政治家，在齊曾受命負責檢籍工作並提出實行模式，並獲朝廷採納，然而卻引起民怨而最終需要作出調整。

## 生平
虞玩之年輕時就開始寫文章，並涉獵經典史籍，起初出仕時任東海王劉褘的行參軍、烏程令。任內依法懲治了皇太后路惠男母族的親戚朱仁彌，路太后不滿而向兒子宋孝武帝投訴，令玩之遭免官。宋明帝泰始年間，虞玩之獲任命為晉熙國郎中令，後又歷任尚書起部郎及通直郎。宋後廢帝元徽年間則進任尚書右丞。後來，將領蕭道成參輔朝政，那時就曾寫信給虞玩之暗示軍需不足，玩之遂上表稱庫存的錢財和兵器都愈來愈不夠，需求增加之下恐怕很快就會不敷應用。玩之的上表放在朝中議論，終得正面回應。後轉任安成王劉準的車騎錄事參軍，再轉少府。
元徽五年（477年），蕭道成在宋後廢帝被弒後擁立安成王劉準，是為宋順帝，移鎮東府並與司徒袁粲、尚書令劉秉及衞將軍褚淵一起主掌朝政，當時朝野眾人都去拜訪他，但虞玩之去時還只是穿著木屐。蕭道成就拿起玩之的木屐察看，發現它有點發黑並且扎肉，鞋繩還斷過有用芒草補續的樣子，問玩之這對木屐他用了多久，玩之答他因為貧窮自當初出仕時穿到現在，共三十年。蕭道成就讓虞玩之出任自己的驃騎諮議參軍。昇明三年（479年）蕭道成以相國封齊公後，更多人前往拜訪，而虞玩之及任遐都因見客人時的出色應對而同得道成恩遇。不久改任驍騎將軍，黃門郎，領本郡中正。
蕭道成篡宋建齊後，在建元二年（480年）敕令虞玩之及驍騎將軍傅堅意執行檢籍，主要打擊對象是民間假造戶籍記錄，包括申報祖先爵位以自認僑姓、隱匿人口、虛報身份或殘疾等行為，以求補回因戶籍問題而流失的徭役和賦稅人口。虞玩之上表建議以元嘉二十七年宋光祿大夫傅隆所作的年籍為基礎重新檢定戶籍，一次性允許百姓自己主動申報不實的戶籍而不作懲罰，並由地方做起檢核戶籍的工作：地方審核好戶籍後上報州府並作正式記錄；若有問題州縣都要追究受罰，而非當時只由州府檢定且檢定真確才傳回縣這個他認為便利官民貪污瀆職的作法；而對於各種假作戶籍的行為虞玩之亦稱「募制明信，滿復有期，民無逕路，則坊可立表而盈矣。為治不患無制，患在不行，不患不行，患在不久。」主張嚴厲執行法令，杜絕取巧之途以收成效。齊武帝即位後採納虞玩之的建議，在地方設立了板籍官，又設令史，更訂明每一個職員每天要查找出若干數量的虛假戶籍防止他們怠職。然而，收受賂賂之事卻沒有被遏止，且更有本身戶籍紀錄是正確的人因官員們為了滿足每天限額而被指偽作紀錄，更遭受流放至淮河流域戍邊的懲罰；而這種懲罰亦令很多被剔出白籍人士害怕被流放而逃亡，實行多年後在民間產生積怨，終在永明三年（485年）爆發了唐寓之之亂。事件平定後，齊武帝在永明八年（490年）只好下詔恢復宋昇明時代以前所申報的戶籍記錄，若因此恢復戶籍者早前因檢籍而被卻籍並流放皆可返回原居地，以平民怨。
虞玩之在約建元、永明年間稱老病上表退休，自稱由元嘉二十八年（451年）起已入仕達三十年，但身體已是「為性不懶惰，而倦怠頓來。耳目本聰明，而聾矒轉積。腳不支身，喘不緒氣」。其退休請求獲得批准，而他亦回鄉建了大宅，數年後才去世。

## 性格特徵
虞玩之愛品評人物，在宋末年時王儉曾舉薦員外郎孔逷出使北魏，但遭虞玩之不留情地批評人選，招來二人的記恨。虞玩之退休東歸時，王儉作為南齊開國元勳及高門宋末不但沒有為其送行，連朝廷也沒有為其舉行餞行儀式。

## 延伸阅读
[在维基数据编辑]
 《南齊書·卷34》，出自萧子显《南齊書》
 《南史·卷47》，出自李延壽《南史》